# トンガリロ国立公園
トンガリロ国立公園(トンガリロこくりつこうえん、英語：Tongariro National Park)は、ニュージーランドの北島にある、山岳地帯を保護する目的で設定された国立公園である。1894年、ニュージーランド初の国立公園となった。ユネスコの世界遺産（複合遺産）に登録されている。

## 概要

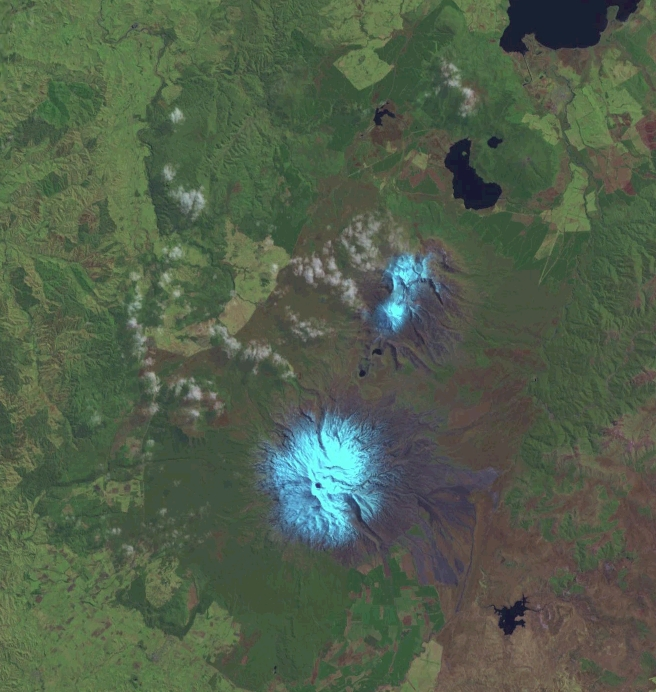
トンガリロ国立公園の衛星写真。右上よりタウポ湖、ロトアイラ湖、トンガリロ山、ナウルホエ山、中央やや下に位置するのが主峰ルアペフ山

最高峰ルアペフ山(2,797 m)や、富士山に似た稜線を持つナウルホエ山(2,291 m)などの活火山や死火山が広がる795km2の広さを持つ。トンガリロ山(1,967 m)には、エメラルド色に輝く火山湖がある。
ルアペフ山、ナウルホエ山、トンガリロ山の三峰は、マオリ族古来の聖地であった。1887年、当時のマオリ族の首長であったホロヌク・テ・ヘウヘウ・トゥキノは、ニュージーランド政府に2,630ヘクタールの土地を寄付したことが、トンガリロ国立公園の成立の始まりである。その結果、1894年、トンガリロ国立公園法が可決され、ニュージーランド最古の国立公園が成立した。1907年には、国立公園の面積は、25,213ヘクタールに拡大された。国立公園の拡大は、1922年、1953年、1962年、1975年と継続され、現在に至っている。
また、この国立公園の山域はマオリ族の信仰対象でもあった。マオリ族の文化との結びつきが考慮され、文化と自然の複合遺産として世界遺産に登録された。

## 地理

### 位置

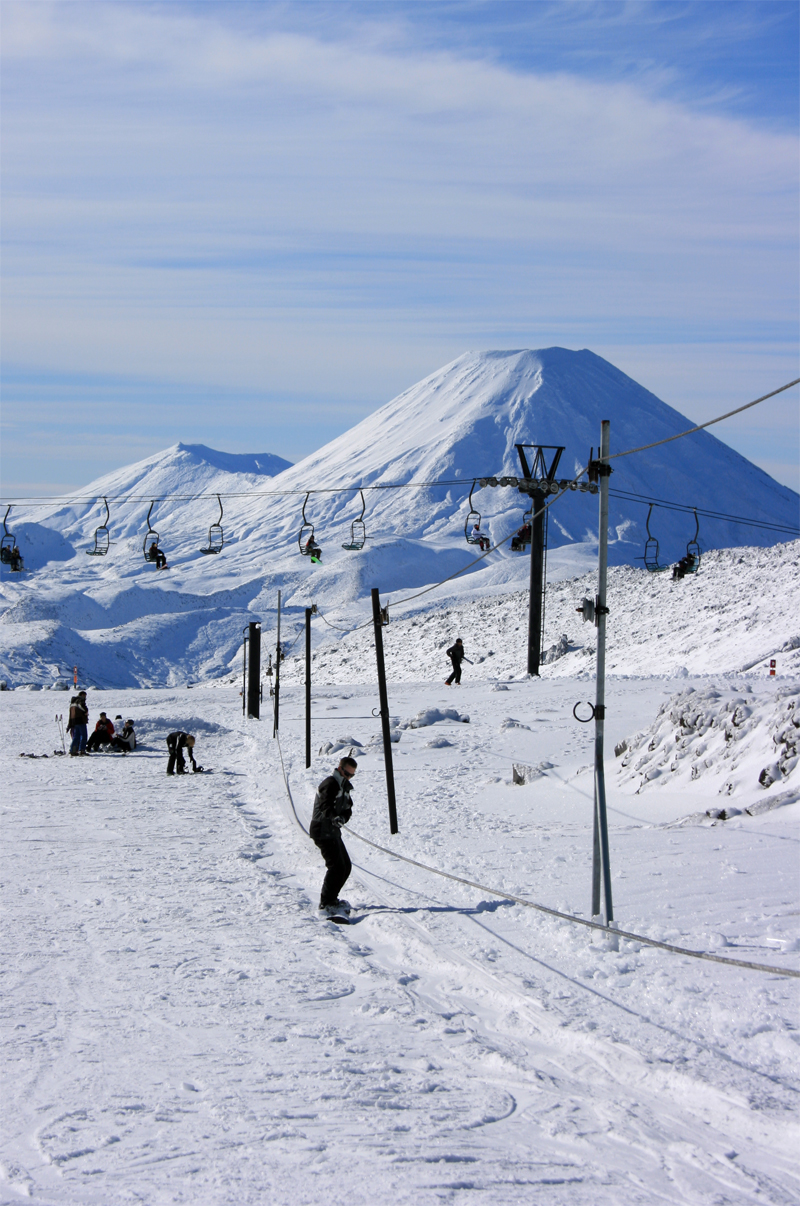
ファカパパスキー場。後ろにそびえるのは、ナウルホエ山。

タウポ湖から程近く、オークランドから南に約330キロメートル、ウェリントンから北320キロメートルのところに位置する。ワンガヌイ川は、トンガリロ国立公園内に源流を持ち、西に流れ、ワンガヌイ国立公園へと流れていく。
公園のほとんどが、マナワツ・ワンガヌイ地方に所属しているが、公園の北東部は、ワイカト地方に所属する。
トンガリロ国立公園の境界は、東が国道1号、北が国道46号（ラロトイア・ロード）、北西が国道47号、西が国道4号、南を国道49号が形成する。国道4号と国道49号に並行する形で、北島を縦断し、オークランドとウェリントンを結ぶ鉄道幹線である北島本線が走り、国道4号と47号の交差点の近くには、国立公園駅がある。
トンガリロ国立公園内には、ニュージーランドの国道で最短の距離である国道48号がある。国道47号より分岐し、トンガリロ国立公園の観光拠点であるファカパパスキー場に至る。

### 気候
ニュージーランドの大部分が温帯（西岸海洋性気候）に属しており、トンガリロ国立公園も、例外ではない。標高の高いトンガリロ国立公園は、タスマン海から東に抜ける偏西風にさらされており、雨雲も多くはタスマン海からもたらされる。極端な乾季・雨季の区別はなく、1年中、降水の可能性がある気候である。ファカパパスキー場では、年間2,200ミリの降水を記録し、公園南部のオハクニでは年間1,250ミリを記録する。
気温は、標高が高いこともあり、1日の日較差が大きい。ファカパパスキー場では、1年中、霜が降りることもありうる。年間の平均基本は、13℃。最高気温は25℃、最低気温はマイナス10℃になる。
標高1,500m以上では、冬になると雪が降る。降雪は、標高1,500m以下でも起こりうる。トンガリロ国立公園内に降る雪は、ニュージーランド屈指のスキー・リゾートたらしめている。おおよそ、降雪は、早くて3月から遅くても11月までは降ることとなる。時々、夏（南半球のため、12月から2月）であっても、降雪する。ナウルホエ山及びトンガリロ山の噴火口内及び、ルアペフ山頂上には、万年雪として、雪は残る。

## 世界遺産

### 東半球における環太平洋火山帯最南端の場所（自然遺産）

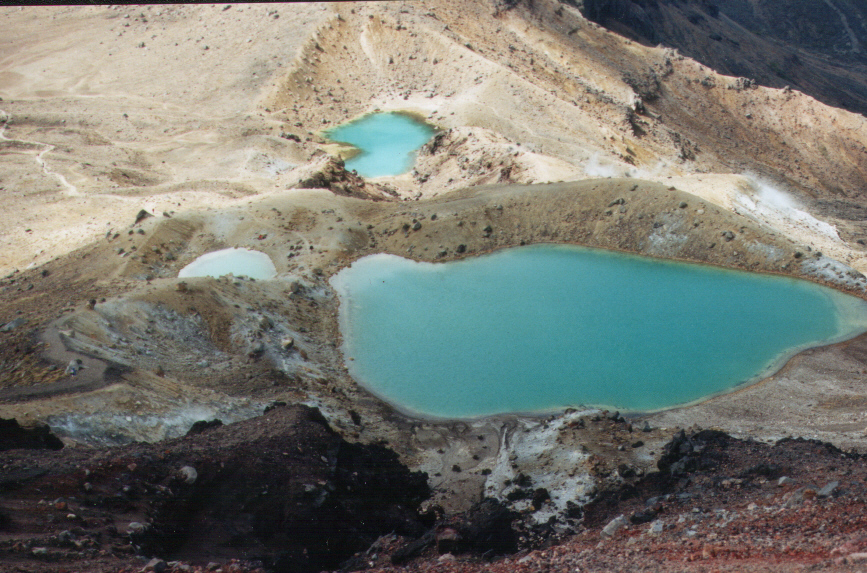
トンガリロ山のエメラルド・レイク

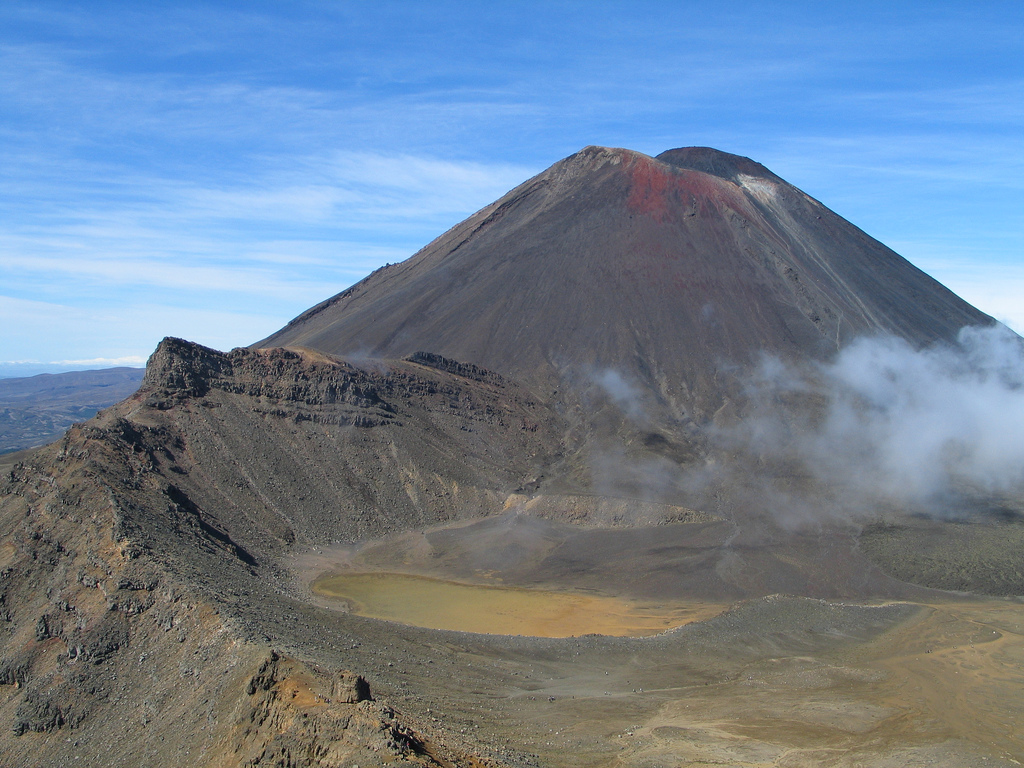
ナウルホエ山とクレーター

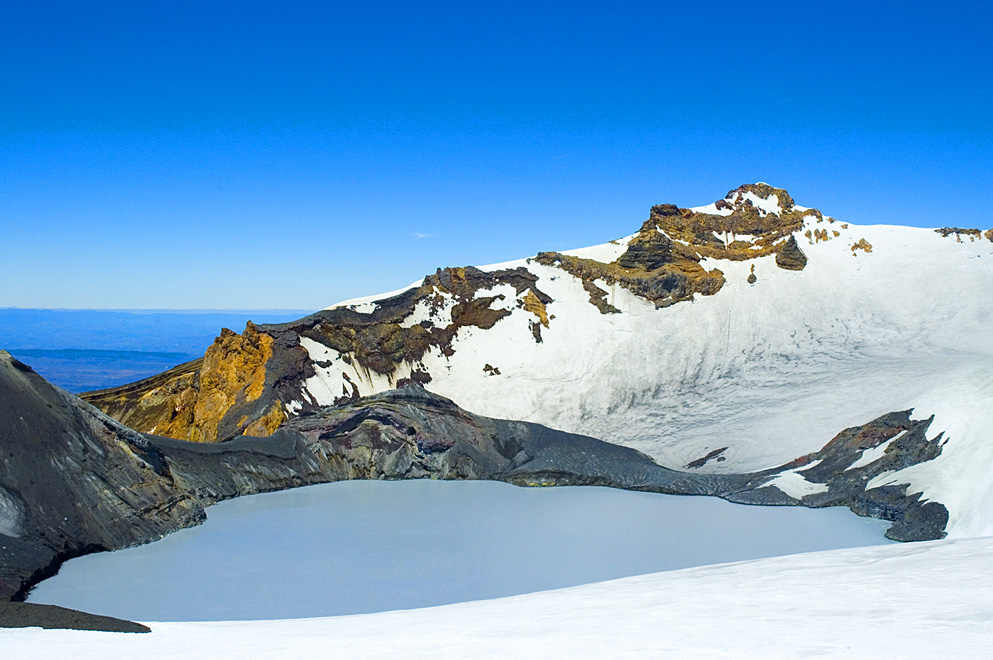
ルアペフ山の火山湖

トンガリロ国立公園は、東半球における環太平洋火山帯の最南端に位置づけられる。トンガリロ国立公園を起点に北東方向に181年に大噴火を起こしたタウポ湖、1886年に大噴火を起こしたタラウェラ山、ベイ・オブ・プレンティ沖合いのホワイト島までの火山群を総称した「タウポ火山帯」が伸びる。
トンガリロ国立公園内の3つの火山は、おおむね若い。トンガリロ国立公園内で最初に噴火したのは、トンガリロ山で約26万年前のことである。ナウルホエ山が最初に噴火したのは、約2,500年前のことであると考えられており、伝統的に、ナウルホエ山の噴火周期は9年周期と考えられている。もっとも、ナウルホエ山の最後の噴火は、1975年のことである。
トンガリロ国立公園の最高峰であるルアペフ山の最初の噴火は、トンガリロ山とほぼ同じ25万年前と考えられている。ルアペフ山の頂上にほぼ近いところに、酸性の火山湖が存在する。この火山湖は、深さ100メートル、直径600メートルある。水温の変化にしたがって、温度が上がるにつれ、緑や青から灰色へと変化する。ルアペフ山が噴火する際には、火山湖の水がラハール_(火山泥流)と化す。ラハールの発生は、ルアペフ山の噴火予知には欠くことができない。
1945年の噴火活動で形成された火山湖が、1953年のクリスマス・イブに決壊し、ニュージーランドにおける最大の鉄道事故であるタンギワイ鉄道事故の原因ともなったし、それ以後も、1995年から96年、2007年にも噴火している。
1990年に世界遺産（自然遺産）に登録されるにあたり、ほかの火山との比較検討がされた。比較対象となったのは、スペインのティマンファヤ国立公園、タンザニアのキリマンジャロ、エクアドルのサンガイ山、アラスカ州のカトマイ山及びハワイ州の火山群である。その中においても、トンガリロ国立公園は、マオリ族との文化的紐帯が強いと言う点で、ほかの火山群には見られない特徴を有していたと国際自然保護連合（IUCN）は結論付けた。
トンガリロ国立公園が世界遺産（自然遺産）として、登録されたのは、以下の3点の特徴を有していた点にある。第1点が、火山活動が活発であり、「理想的な自然研究室」であったこと、第2点が、ルアペフ山の火山湖が頻繁な噴火によって形成されると同時に、氷河湖としての特徴をも有していたこと、第3点が186年のタウポ湖噴火を初めとして、1800年間の噴火の歴史の状態が良好であった点である。
1990年時点での適合基準は以下の通りである。
- 自然遺産7、8

### マオリ族の聖地として（文化遺産）
ニュージーランド（マオリ語でアオテアロア、Aotearoa）にポリネシア人が定住したのは、およそ1300年ごろとされる。マオリ族の文化は、豊かな口承伝承によって残されており、その口承伝承は、人々とニュージーランドの織り成す風景との間の関係が中心的な役割を果たしてきた。
彼らのカヌー艦隊の中で、最も重要なカヌーがアラワ号であり、アラワ号船員の子孫と伝えられるマオリ族の内のンガティ部族である。19世紀、南オーストラリア州総督、2度のニュージーランド総督、ケープ植民地総督を歴任したジョージ・グレイは、以下のマオリ族の伝承を記録している。
ガティ部族の祖先で、アラワ号の航海者にして司祭であったナトロイランギは、探検者でもあった。ベイ・オブ・プレンティに上陸した彼は、北東内陸部へと探検する。ロトルア、タウポ湖へ探検した彼は、タウポ湖の南の対岸に位置するトンガリロ山を見上げ、トンガリロ山登頂を企図した。しかし、トンガリロ山登頂時に、凍死寸前の状況にまで追い込まれた。その時に、ホワイト島に残っていた二人の妹に「火を持ってきてくれ」と頼んだ。その声が南風に乗り、妹のところまで届き、現在の環太平洋火山帯の山々が噴火し、彼のもとに、火が届いた。その結果、彼は一命を取り留めることができた。
この伝承より、マオリ語で冷たい南からの風を意味する「Tonga-riro」が山の名前につけられたのである。
マオリの聖地であるこの国立公園の文化的価値が評価されたことから、1993年に文化遺産登録基準が追加的に適用され、複合遺産となった。世界遺産となった文化的景観の第一号である 。

### 世界遺産登録基準
この世界遺産は世界遺産登録基準のうち、以下の条件を満たし、登録された（以下の基準は世界遺産センター公表の登録基準からの翻訳、引用である）。
- (6) 顕著で普遍的な意義を有する出来事、現存する伝統、思想、信仰または芸術的、文学的作品と直接にまたは明白に関連するもの（この基準は他の基準と組み合わせて用いるのが望ましいと世界遺産委員会は考えている）。
- (7) ひときわすぐれた自然美及び美的な重要性をもつ最高の自然現象または地域を含むもの。
- (8) 地球の歴史上の主要な段階を示す顕著な見本であるもの。これには生物の記録、地形の発達における重要な地学的進行過程、重要な地形的特性、自然地理的特性などが含まれる。

## 生態系

### 植物相

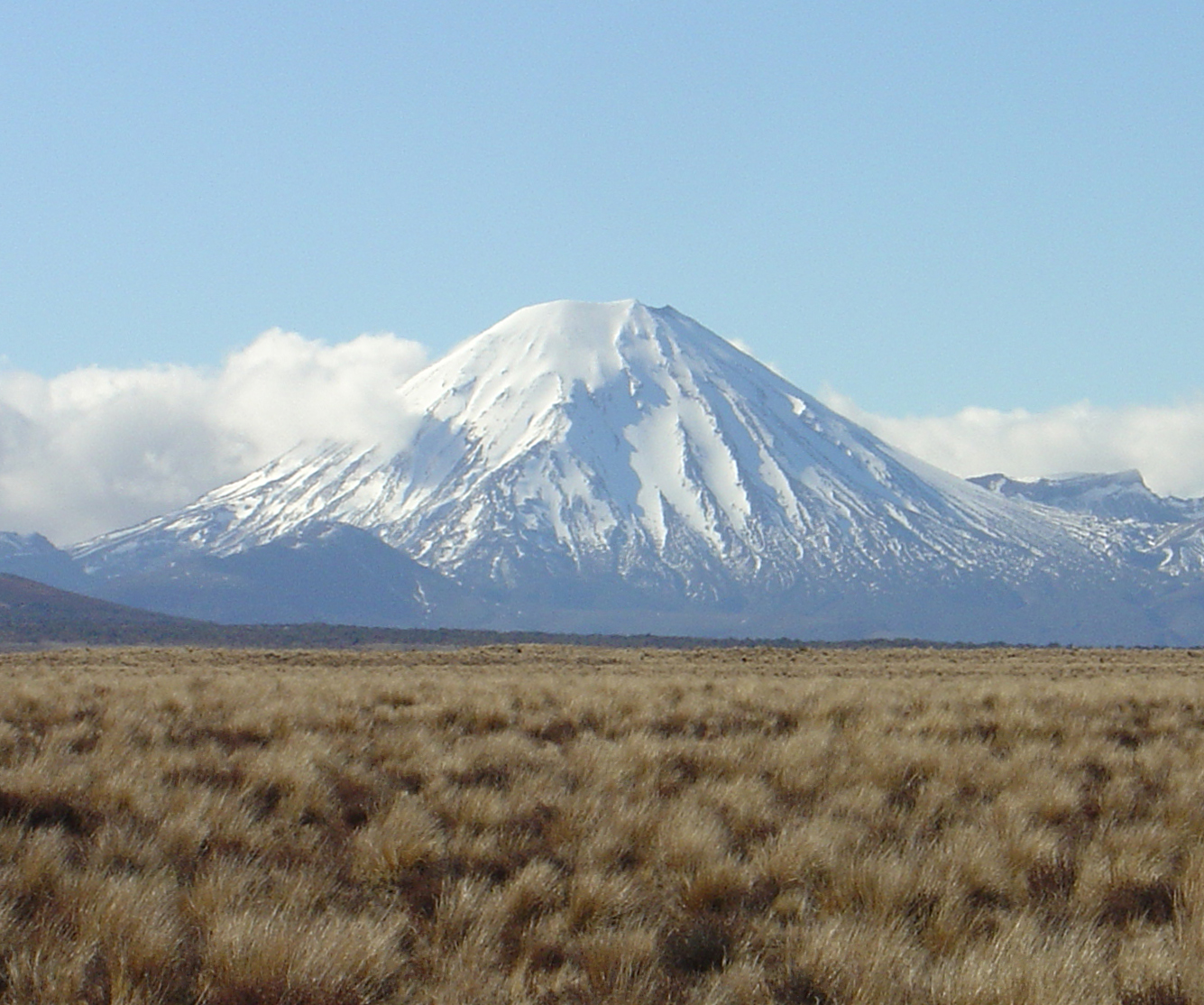
ナウルホエ山に展開する草地

トンガリロ国立公園の植物相は、高度、降水量や温度などの気候、および火山の噴火の影響もあり、多様である。
公園の北側から西側にかけての高度1,000メートル未満（およそ3,000ヘクタール）は、マキ科の森林が広がる。また、森林内は、シダ植物や菌類が生い茂る。国立公園の火山群の頂上は、タスマン海から西風が吹き付けるとともに、大量の雨がもたらされる。その結果、ニュージーランドを象徴する木性シダは、高さが6メートルにまで成長する。
高度が上がるにつれ、およそ、1,530メートルの高度までは、ブナ林が広がる。ただし、ルアペフ山麓は、度重なる噴火の影響が残り、焼けたブナ林が展開している。さらに、高度が上がると、森林限界になってしまうため、草本植物が展開することとなる。

### 動物相
トンガリロ国立公園には、56種類の鳥類がいる。その中でも、キタジマキーウィ、カカ、アオヤマガモ、シダセッカ 、チャオビチドリ、ニュージーランドハヤブサが絶滅の危機に瀕している。アオヤマガモは公園内の急流に生息し、キーウィは国立公園内の森林に生息している。それ以外の鳥類で、公園内に生息しているのは、ニュージーランドヒタキ、ノースアイランドロビン、エリマキミツスイ、ニュージーランドセンニョムシクイ、ミドリイワサザイ、ニュージーランドミツスイ、ニュージーランドオウギビタキ、ニュージーランドバト、マミジロタヒバリ、パラキート（カカリキ類）3種（キガシラアオハシインコ、マレルブアオハシインコ、アオハシインコ）である。

### 生態系への脅威
トンガリロ国立公園もほかの自然遺産の例に漏れず、生態系の撹乱が常に危惧されている。
トンガリロ国立公園内で、既存の生態系を脅かす代表例として、ロッジポールパイン、カルーナ属、エニシダ、鹿、ポッサム、ヤギと豚が挙げられる。
ロッジポールパインがニュージーランドに移入したのは、ヨーロッパ人が入植した時期とほぼ等しい。ヨーロッパ人は、ロッジポールパインを木材として利用することを考えていた。ロッジポールパインは、公園内のいたるところに生育しており、公園の地主及び管理者-この管理者には、自然保護省や地方公共団体、軍隊、マオリ族も含む-は、すべてのロッジポールパインを伐採、駆除することで合意しており、除去プログラムも1年単位で更新されている。
カルーナ属（ギョリュウモドキ、heather）は1910年ごろに、公園の周囲のキジやライチョウの食料として移入されたものである。狩猟のために、キジやライチョウも同時に移入されたがトンガリロ国立公園の厳しい自然環境では行きぬくことができなかった。しかし、カルーナ属だけは、生き延びることができた。現在では、公園内のいたるところに生育している。カルーナ属は、土から引き抜いたとしても、駆除と同時に種を地面に散らばらせるため、駆除が非常に難しい。そのため、1995年、スコットランドから、ヘザービートルを導入し、駆除に乗り出している。
エニシダもまた、トンガリロ国立公園のみならず、ニュージーランド全域に移入した外来種である。エニシダを駆除するために、カルーナ属と同様に、害虫を散布することで、拡大の阻止に努めている。
鹿は、狩猟をするために、1900年代の早い時期に移入された。鹿は、公園内の森林に深刻なダメージを与えてしまった。その結果、公園内の狩猟は免許制となっている。ポッサムの移入は、毛皮のためである。ポッサムもニュージーランド全域に広がった。ポッサムを捕獲するために、毒餌や罠が試されてきたが、ポッサムの生息地である森林に開く背することは容易ではない。ポッサムも鹿、ヤギ、豚と同様に、ハンターによっての捕獲が、現状では生態系の維持のために期待されている。

## アクティビティ

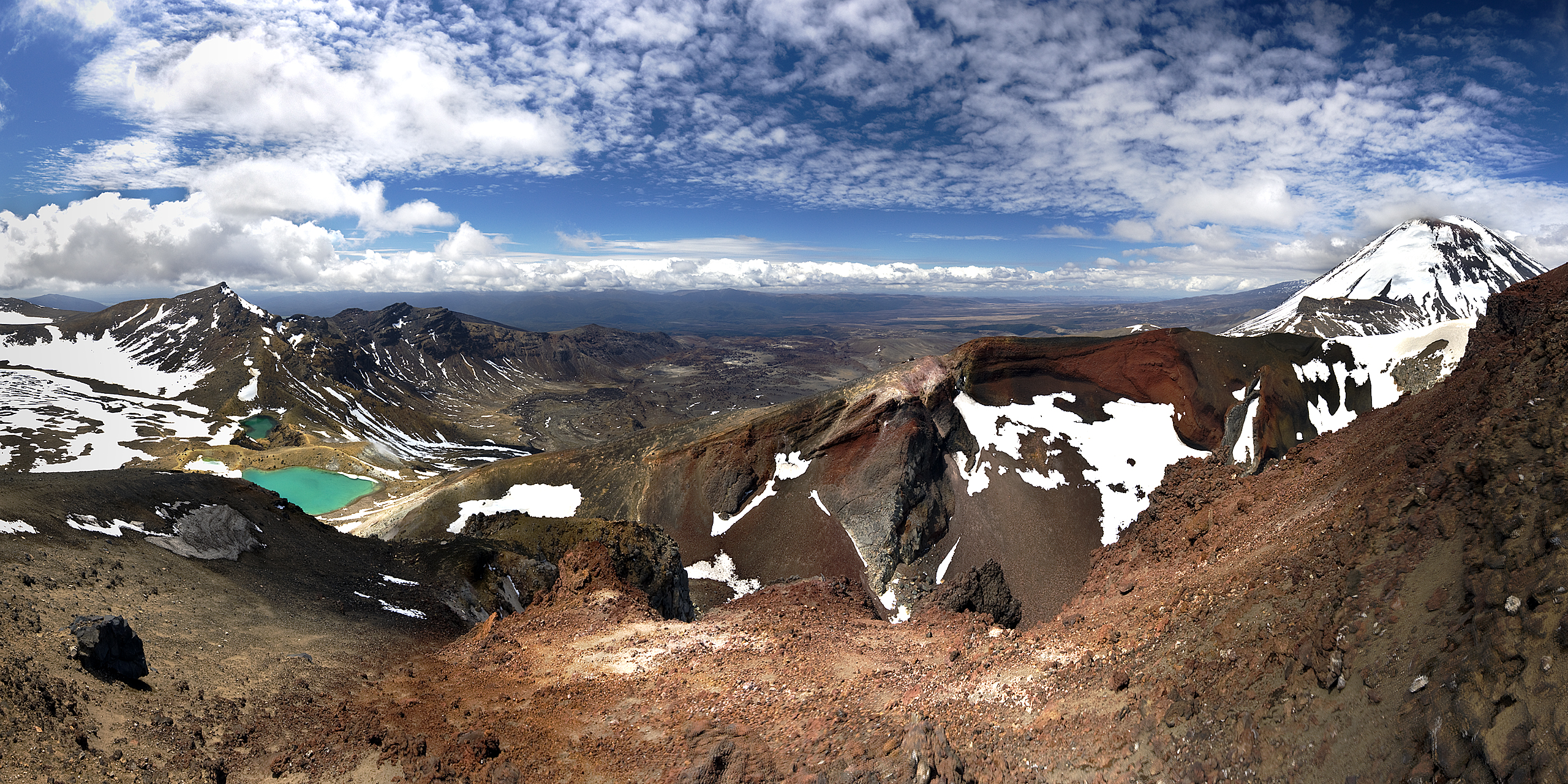
トンガリロ・アルパイン・クロッシングから眺めたエメラルド・レイク、レッド・クレーター、ナウルホエ山

トンガリロ国立公園では、さまざまな野外活動が活発に行われている。夏の期間は、ハイキングや登山であり、冬になると、スキーやスノーボードである。また、狩猟、釣り、マウンテンバイク、乗馬、ラフティングも盛んである。
トンガリロ山とその周辺は、ピーター・ジャクソンが映画『ロード・オブ・ザ・リングシリーズ』において、モルドールのロケ地として使われたことでも知られる。
トンガリロ国立公園で、もっとも有名なトレッキングコースは、トンガリロ・アルパイン・クロッシングである。このトンガリロ・アルパイン・クロッシングの道程は、ニュージーランドに9つあるグレート・ウォークスの一つでもあるトンガリロ・ノーザン・サーキットの一部を構成する。

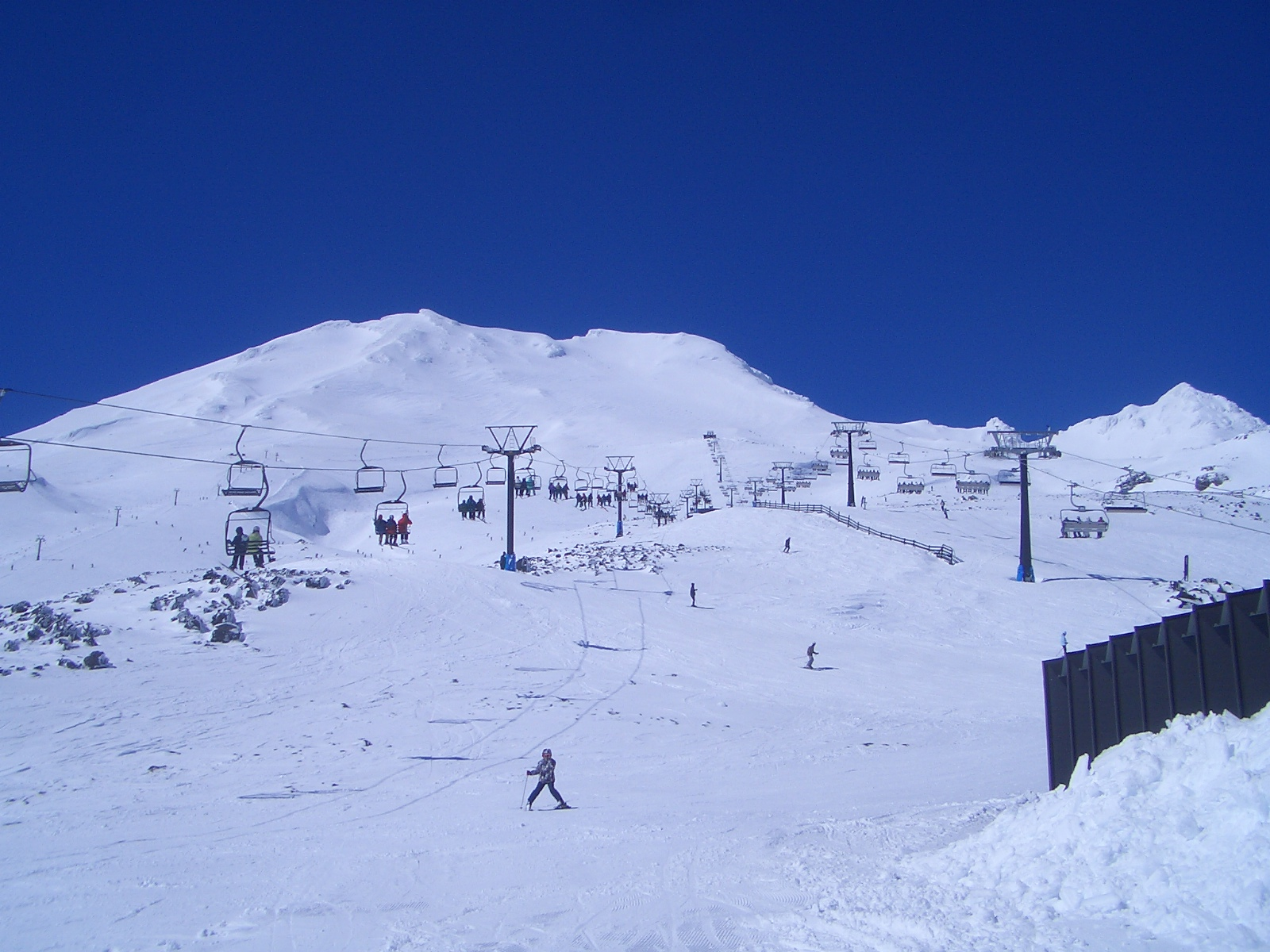
トゥロア・スキー場

スキーの季節は、6月の遅くから11月の初めにかけてである。トンガリロ国立公園最大のスキー場は、ファカパパスキー場であり、ルアペフ山の北西麓に位置する。15本のリフトを持ち、5.5平方キロメートルの面積を持つ。また、ルアペフ山の南西麓には、トゥロアスキー場がある。9本のリフトと5平方キロメートルの敷地を有するこのスキー場に行くには、山麓のオハクニが拠点となる。加えて、ルアペフ山の東麓には、トゥキノスキー場がある。